# Volo United Airlines 389
Il volo United Airlines 389 era un volo di linea dall'aeroporto LaGuardia di New York all'aeroporto internazionale di Chicago-O'Hare a Chicago, Illinois. Il 16 agosto 1965, intorno alle 21:21 EST, il Boeing 727 si schiantò nel lago Michigan 20 miglia (32 km) a est di Fort Sheridan, vicino a Lake Forest, mentre scendeva da 35.000 piedi sul livello medio del mare (MSL). Non era stato segnalato alcun problema insolito prima dell'impatto.
Non è stata determinata alcuna causa definitiva dagli investigatori del National Transportation Safety Board (NTSB). Tuttavia si suppose che l'incidente fosse molto probabilmente il risultato di una lettura errata dei loro altimetri a tre punti (3p) da parte dei piloti di 10.000 piedi.
Al momento dell'incidente United Airlines aveva altri 39 Boeing 727 nella sua flotta (dei 247 ordinati), tutti 727-100 (727-22).
L'incidente fu sia la prima perdita totale che il primo incidente mortale di un Boeing 727.

## L'aereo

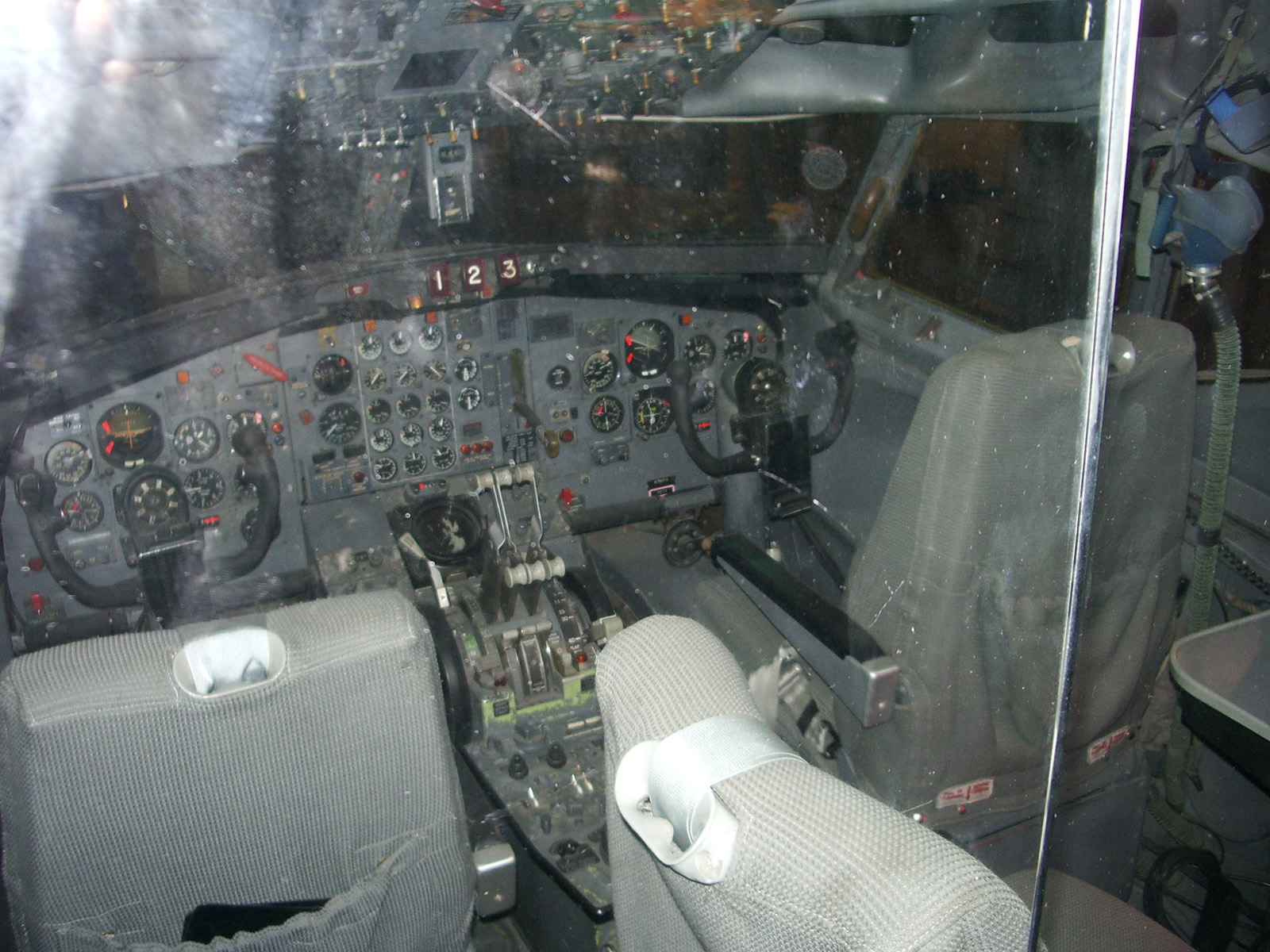
Il cockpit di un 727-22 (qui ci sono 2 altimetri per entrambi i piloti). Si ritiene che entrambi i piloti abbiano interpretato male la loro altitudine di 10.000 piedi.

L'aereo in questione era un Boeing 727-100 (727-22), codice di registrazione N7036U, numero di serie 18328 e numero di linea 146. Questo particolare aereo effettuò il suo primo volo il 18 maggio 1965 con la consegna alla United Airlines il 3 giugno 1965, il che significa che era in servizio da due mesi e mezzo prima di precipitare. Il velivolo aveva completato 138 cicli (decolli e atterraggi) prima dell'incidente, era equipaggiato con tre motori Pratt & Whitney JT8D-1 e non aveva riportato grossi problemi meccanici nel periodo prima dell'incidente.
Prima dell'incidente i Boeing 727 operavano commercialmente da circa due anni e l'N7036U fu il primo 727 ad essere radiato. Fu anche uno dei due 727 della United Airlines a schiantarsi quell'anno. L'altro fu il volo United Airlines 227, un atterraggio di fortuna che causò delle vittime attribuito a una cattiva decisione presa dal capitano.

## L'incidente
Il volo era stato autorizzato dal controllo del traffico aereo (ATC) di salire a un'altitudine di 6.000 piedi MSL, ma l'aereo non si stabilizzò mai a quell'altitudine. Continuò invece a scendere a una velocità ininterrotta di circa 2.000 piedi al minuto, fino a quando non colpì le acque del Lago Michigan a 577 piedi MSL.
La torre di controllo di O'Hare perse il contatto radio con l'aereo mentre si stava avvicinando alla sponda occidentale del lago Michigan. Uno dei controllori della torre di O'Hare disse che il pilota aveva appena ricevuto le istruzioni per l'atterraggio e aveva risposto "Roger" quando la comunicazione con l'aereo era caduta. Wallace Whigam, bagnino del Chicago Park District, disse che dalla Beach House sulla North Avenue di aver visto un lampo arancione all'orizzonte. Tre secondi dopo, continuò, ci fu un "ruggito tonante". Altre segnalazioni dell'incidente portarono la polizia e la guardia costiera a perlustrare tutta la zona dal North Side e dalla North Shore.
La Guardia Costiera comunicò che i subacquei si erano riuniti presso il North Shore Yacht Club di Highland Park, utilizzato come base per le ricerche. Dopo diverse ore non c'erano segni di sopravvissuti, sebbene tutti si tennero pronti nel caso ci fossero. Ore dopo l'incidente, i membri del Civil Aeronautics Board (il predecessore dell'NTSB) erano arrivati sul posto per iniziare le indagini sull'incidente.
La spiegazione più probabile è che i piloti credevano di attraversare quota 16.000 piedi MSL, quando in realtà erano solo 6.000 piedi. Le analisi del tempo atmosferico e delle immagini radar indicavano che l'aereo era già sceso a un'altitudine compresa tra 1.000 e 2.500 piedi MSL quando gli fu nuovamente assegnato il limite di autorizzazione di 6.000 piedi (1.800 m). Tale autorizzazione finale è stata riconosciuta dal comandante e fu l'ultima comunicazione con il controllo del traffico prima dell'impatto con l'acqua.
Il capitano di un Boeing 707 che si trovava a 30 miglia (48 km) dal volo dell'incidente dichiarò che la loro discesa era guidata dagli strumenti fino a quando non uscirono dallo strato di nuvole da circa 8.000 a 10.000 piedi e circa da 15 a 20 miglia (da 24 a 32 km) ad est del litorale. La visibilità notturna era "sfocata e poco chiara" e le luci sulla battigia erano le uniche visibili.

## Studio dell'altimetro

Diagramma che mostra il design dell'altimetro a tre punti installato sull' aereo precipitato. L'altitudine visualizzata qui è 10.180 piedi.

Uno studio del Naval Research Laboratory pubblicato nel gennaio 1965 ha rilevato che, di quattro diversi modelli di altimetri, il design a tre punti era quello più soggetto a errori di lettura da parte dei piloti. Lo studio rivelò che questo design veniva letto male quasi otto volte più spesso rispetto al miglior design dei quattro altimetri testati. È stato anche fatto presente che i piloti impiegavano molto più tempo per decifrare la corretta lettura del tre punti rispetto agli altri altimetri.

## L'indagine
L'NTSB stimò che l'aereo stava viaggiando a una velocità di circa 200 nodi (230 mph) quando colpì l'acqua. L'indagine fu ostacolata dal fatto che il registratore di dati di volo (FDR) non è mai stato recuperato dal relitto, essendo quelle acque fangose profonde 250 piedi (76 m) di profondità. L'involucro dell'FDR è stato recuperato, ma le parti interne del dispositivo, inclusi i supporti di registrazione, non sono mai state ritrovate.

## Causa probabile
"Il Consiglio non è in grado di determinare il motivo per cui l'aereo non si è stabilizzato all'altitudine assegnata di 6.000 piedi."
Il primo caso provato di un incidente causato da un pilota che aveva letto male l'altimetro di 10.000 piedi è stato di un Vickers Viscount della BEA fuori Ayr, in Scozia, il 28 aprile 1958. Il secondo caso provato è stato l'incidente del Bristol Britannia 312 nel 1958 vicino a Christchurch, nel Dorset, situato nel sud dell'Inghilterra, il 24 dicembre 1958 Mentre il primo trasportava solo un equipaggio di volo, tutti e sette i passeggeri e due membri dell'equipaggio morirono nell'ultimo incidente. I 5 membri dell'equipaggio sopravvissuti aiutarono a individuarne la causa.